# Lionel Van Deerlin

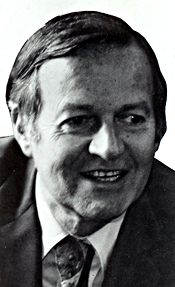
Lionel Van Deerlin

Lionel Van Deerlin (* 25. Juli 1914 in Los Angeles, Kalifornien; † 17. Mai 2008 in San Diego, Kalifornien) war ein US-amerikanischer Journalist und Politiker (Demokratische Partei). Er vertrat den Bundesstaat Kalifornien von 1963 bis 1981 im Repräsentantenhaus der Vereinigten Staaten.

## Leben
Nach dem Besuch öffentlicher Schulen studierte er Journalismus an der University of Southern California in Los Angeles und erwarb dort 1937 einen Bachelor of Arts (B. A.). Anschließend trat er in die US Army ein und war u. a. Redakteur bei der Militärzeitung „Stars and Stripes“. Nach dem Zweiten Weltkrieg arbeitete er als Journalist sowie als Radio- und Fernsehmoderator.
Vom 3. Januar 1963 bis zum 3. Januar 1981 war er Abgeordneter im US-Repräsentantenhaus und vertrat dort neben Clair Burgener die Interessen San Diegos. 1964 war er Delegierter der Democratic National Convention zur Aufstellung des Präsidentschaftskandidaten Lyndon B. Johnson. Als Vorsitzender des Unterausschusses für Kommunikation setzte er sich für die Telekommunikationsindustrie sowie die Rechte von Journalisten ein. Nachdem er stets wiedergewählt worden war, unterlag er bei der Wahl 1980 seinem republikanischen Gegenkandidaten Duncan Hunter. Er schied am 3. Januar 1981 aus dem Kongress aus.
Van Deerlin, der Professor Emeritus der San Diego State University war, arbeitete bis zu seinem Tod als Kolumnist für die „San Diego Union-Tribune“. Ihm zu Ehren wurde der „Lionel Van Deerlin“-Lehrstuhl für Kommunikation an der San Diego State University benannt.
Am 17. Mai 2008 starb Van Deerlin, der seit 2007 an den Folgen eines Herzanfalls litt, im Alter von 93 Jahren.